# 亀山エコー
亀山エコー（かめやまエコー）は、三重県亀山市にあるショッピングセンターである。

## 概要
亀山エコーは三重県亀山市の中心部に位置し、市で唯一かつ最大のショッピングセンターである。飲食店やホームセンター、ゲームセンター、携帯電話ショップなどが集積するショッピングセンターである。

### 消費者の鈴鹿市への流出
1996年（平成8年）に鈴鹿市に、亀山エコーの4倍以上の店舗（160店舗以上）を有する大型ショッピングセンター「イオンモール鈴鹿ベルシティ」が開業し、その周辺への他の商業施設の集積が始まって以降、亀山市民の買い物客の鈴鹿市への流出が進んでいる。「イオンモール鈴鹿ベルシティ」開業以前である1992年（平成4年）の鈴鹿市の買物傾向調査では、旧亀山市（関町との合併以前）市民の鈴鹿市での買物率は26.5%であったが、開業後の1998年（平成10年）の調査では38.2%まで上昇している。一方、亀山市の行った市民アンケート調査では、市民の約82％が日用品は市内で購入しているが、それ以外の商品の市内商業施設利用率は約19％にすぎず、鈴鹿市の施設の利用率が約66％に達しているという結果がえられた。

### 沿革
亀山エコーおよびエコータウンの略歴を記す。
- 1976年（昭和51年） - ジャスコを中核店舗として亀山エコー開業
- 1995年（平成7年） - エコータウン内にセガワールド、ガスト、モスバーガーがオープン
- 1996年（平成8年） - ジャスコが撤退しスーパーサンシ、エビスヤ（衣料品）がオープン
- 2000年（平成12年） - エコータウン内にミスタートンカチ、ドコモショップ、Jフォンショップ、かまどやがオープン
- 2003年（平成15年） - エコータウン内に吉野家がオープン
- 2005年（平成17年） - エイデン(現エディオン)がオープン
- 2006年（平成18年） - エコータウン内にゲオがオープン
- 2010年（平成22年） - 東町商店街とエコーを結ぶエコー大橋を改修
- 2012年（平成24年） - ミスタードーナツがオープン

## テナント
亀山エコー内の主な店舗を記す。
- スーパーサンシ（スーパーマーケット・1F）
1996年にジャスコが撤退した後を受け、営業を開始[1]。購入商品を自宅まで配送する、「らくだ便」というサービスを展開している[13]。
- キリン堂（薬局・1F）
- エディオン（家電量販店・2F）
2005年に営業を開始[1]。
- meets.（100円ショップ・2F）
- 焼肉たらふく（焼肉店・3F）
- カーブス（フィットネス・3F）
2011年5月10日に営業を開始[14]。女性専用[15]。

### エコータウン内の店舗
エコータウン敷地内で営業する主な店舗を記す。
- ミスタートンカチ（ホームセンター）
2000年に市内より移転し営業を開始[1]。
- ゲオ
2006年に営業開始[1]。
- ゲームチャオ（ゲームセンター）
セガワールド撤退後、営業開始。
- モスバーガー
1995年に営業開始[1]。
- ガスト
1995年に営業開始[1]。
- 吉野家
2003年に営業開始[1]。
- 百五銀行
- ドコモショップ
- 宝くじ売り場